# Exp(-1/x)
A função matemática definida por {\displaystyle f(x)=e^{\left(-{\frac {1}{x}}\right)}} diferentes de zero, é muito importante porque permite a construção de vários contraexemplos em análise matemática, pois esta é uma função suave.

## Contraexemplo para funções analíticas
Uma função analítica é infinitamente diferenciável. A função {\displaystyle f(x)=e^{\left(-{\frac {1}{x}}\right)}} permite construir uma função infinitamente diferenciável que não é analítica:

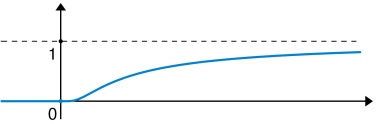
Gráfico de f(x)

{\displaystyle f(x)={\begin{cases}f(x)=e^{\left(-{\frac {1}{x}}\right)}&{\text{se }}x>0,\\0&{\text{se }}x\leq 0,\end{cases}}}